# Sacramento Kings
Sacramento Kings američka profesionalna košarkaška momčad iz grada Sacramento, Kalifornija. 
Današnja momčad je osnovana u gradu Rochester, New York, kao Rochester Royals u NBL (engl. National Basketball League). 
U sezoni 1956./57. Royalsi su se preselili grad Cincinnati, Ohio. 
1970.g. momčad seli u Kansas City, Missouri, gdje momčad mijenja ime u Kings (u gradu je tada postojala momčad Kansas City Royals baseball momčad).
Kings su se preselili u Sacramento, Kalifornija, u sezoni 1985./86.  

## Dvorane
Edgerton Park Arena (1945. – 1955.)
Rochester War Memorial (1955. – 1957.)
Cincinnati Gardens (1957. – 1972.)
Kansas City Municipal Auditorium (1972. – 1974.)
Omaha Civic Auditorium (1972. – 1978.)
Kemper Arena (1974. – 1985.)
ARCO Arena I (1985. – 1988.)
ARCO Arena II (1988.- )

## Vanjske poveznice
- (engl.)Sacramento Kings službene internet stranice